# Due vite, una svolta
Due vite, una svolta (The Turning Point) è un film statunitense del 1977 diretto da Herbert Ross.

## Trama
Emma e DeeDee sono amiche d'infanzia, ma si ritrovano ad essere rivali nel mondo del balletto. Le due si incontrano nuovamente dopo anni, quando la figlia di DeeDee, che ha lasciato il balletto per sposarsi con un ballerino e dedicarsi alla famiglia, decide che si vuole unire all'American Ballet Theatre.
Emma, una vecchia amica di DeeDee, vorrebbe diventare prima ballerina. Quando la compagnia ritorna in città, le due amiche si incontrano e ciò fa riaffiorare vecchi ricordi e ferite. La figlia di DeeDee, Emilia, viene invitata su richiesta di Emma ad unirsi alla compagnia e inizia una relazione con un famoso ex ballerino russo. Al fratello di Emilia, Ethan, vengono offerte due borse di studio per il balletto, ma è indeciso se fare carriera come ballerino o come giocatore di baseball.

## Curiosità
- Il titolo originale del film è un gioco di parole riferito sia al momento della vita in cui tutto cambia e occorre prendere una nuova direzione, sia alla pirouette (un passo di danza).
- La compagnia di balletto del film è basata sull'American Ballet Theatre (che ha fornito i ballerini). Molti degli attori e delle persone del cast avevano a che fare con l'ABT in qualche modo: Baryshnikov e Browne facevano entrambi parte della compagnia all'epoca delle riprese; il regista Herbert Ross era stato coreografo per l'ABT negli anni cinquanta; Nora Kaye (moglie di Ross) era una delle prime ballerine e Mitchell era stato ballerino solista e partner di Kaye nei balletti durante gli anni cinquanta.
- La rivalità tra i due personaggi principali, DeeDee ed Emma, è vagamente basata sulla relazione tra Kaye e la madre di Browne, Isabel Brown, mentre il direttore artistico, Michael, è un amalgama tra Jerome Robbins e Oliver Smith.
- Ross ha cancellato dal film – contro il parere dello sceneggiatore – la relazione omosessuale tra Michael e il direttore del balletto, sebbene un breve accenno rimanga nel film.
- Grace Kelly venne contattata per il ruolo di Deedee, ma suo marito il principe Ranieri le negò il permesso di tornare a recitare[1].
- Audrey Hepburn rifiutò il ruolo da protagonista, andato poi ad Anne Bancroft.
- Solo Shirley MacLaine e Anne Bancroft dovettero prendere lezioni di ballo per girare il film. A Leslie Browne, che è la ballerina principale, venne affiancata una controfigura.
- Con 11 candidature agli Oscar e nessuna statuetta conquistata è il film che detiene il record negativo nella storia del premio cinematografico. Verrà eguagliato nel 1986 da Il colore viola di Steven Spielberg.

## Riconoscimenti
- 1978 - Premio Oscar
  - Candidatura Miglior film a Herbert Ross e Arthur Laurents
  - Candidatura Migliore regia a Herbert Ross
  - Candidatura Miglior attrice protagonista a Anne Bancroft
  - Candidatura Miglior attrice protagonista a Shirley MacLaine
  - Candidatura Miglior attore non protagonista a Michail Baryšnikov
  - Candidatura Miglior attrice non protagonista a Leslie Browne
  - Candidatura Miglior sceneggiatura originale a Arthur Laurents
  - Candidatura Miglior fotografia a Robert Surtees
  - Candidatura Miglior scenografia a Albert Brenner e Marvin March
  - Candidatura Miglior montaggio a William Reynolds
  - Candidatura Miglior sonoro a Theodore Soderberg, Paul Wells, Douglas O. Williams e Jerry Jost
- 1978 - Golden Globe
  - Miglior film drammatico
  - Migliore regia a Herbert Ross
  - Candidatura Miglior attrice in un film drammatico a Anne Bancroft
  - Candidatura Miglior attore non protagonista a Michail Baryšnikov
  - Candidatura Miglior attrice non protagonista a Leslie Browne
  - Candidatura Migliore sceneggiatura a Arthur Laurents

- 1979 - British Academy Film Award
  - Candidatura Miglior attrice protagonista a Anne Bancroft
- 1977 - National Board of Review Award
  - Miglior film
  - Miglior attrice protagonista a Anne Bancroft
  - Miglior attore non protagonista a Tom Skerritt
- 1978 - David di Donatello
  - David speciale a Mikhail Baryshnikov (Per i contributi dati alle coreografie)
- 1977 - Los Angeles Film Critics Association Award
  - Migliore regia a Herbert Ross